# Brodek zwyczajny
Brodek zwyczajny (Tortula modica R.H. Zander) – gatunek mchu należący do rodziny płoniwowatych (Pottiaceae Schimp.). 

## Rozmieszczenie geograficzne
Występuje w Ameryce Północnej (Kanada, Stany Zjednoczone), Europie, Azji i północnej Afryce. W Polsce podawany m.in. z obszaru województwa śląskiego.

## Morfologia
GametofitListki odwrotnie jajowate do łopatkowatych. Wierzchołek ostry lub, sporadycznie, zaokrąglony.
SporofitSeta długości 4–6 mm. Puszki cylindryczne, stojące i prawie proste. Perystomu brak lub śladowy.
ZarodnikiZarodniki kuliste, o rozmiarach 30–35 µm.

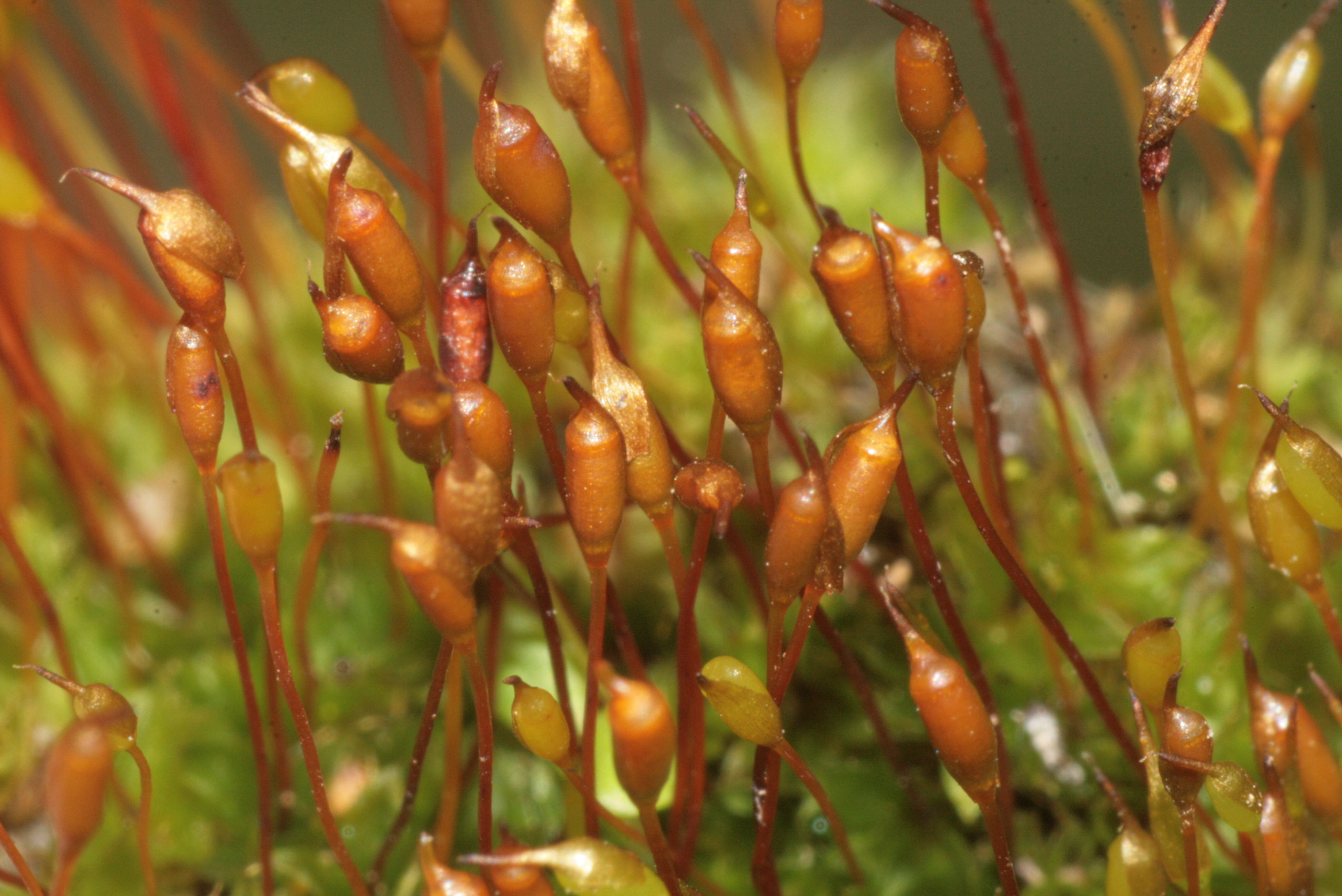
Puszki
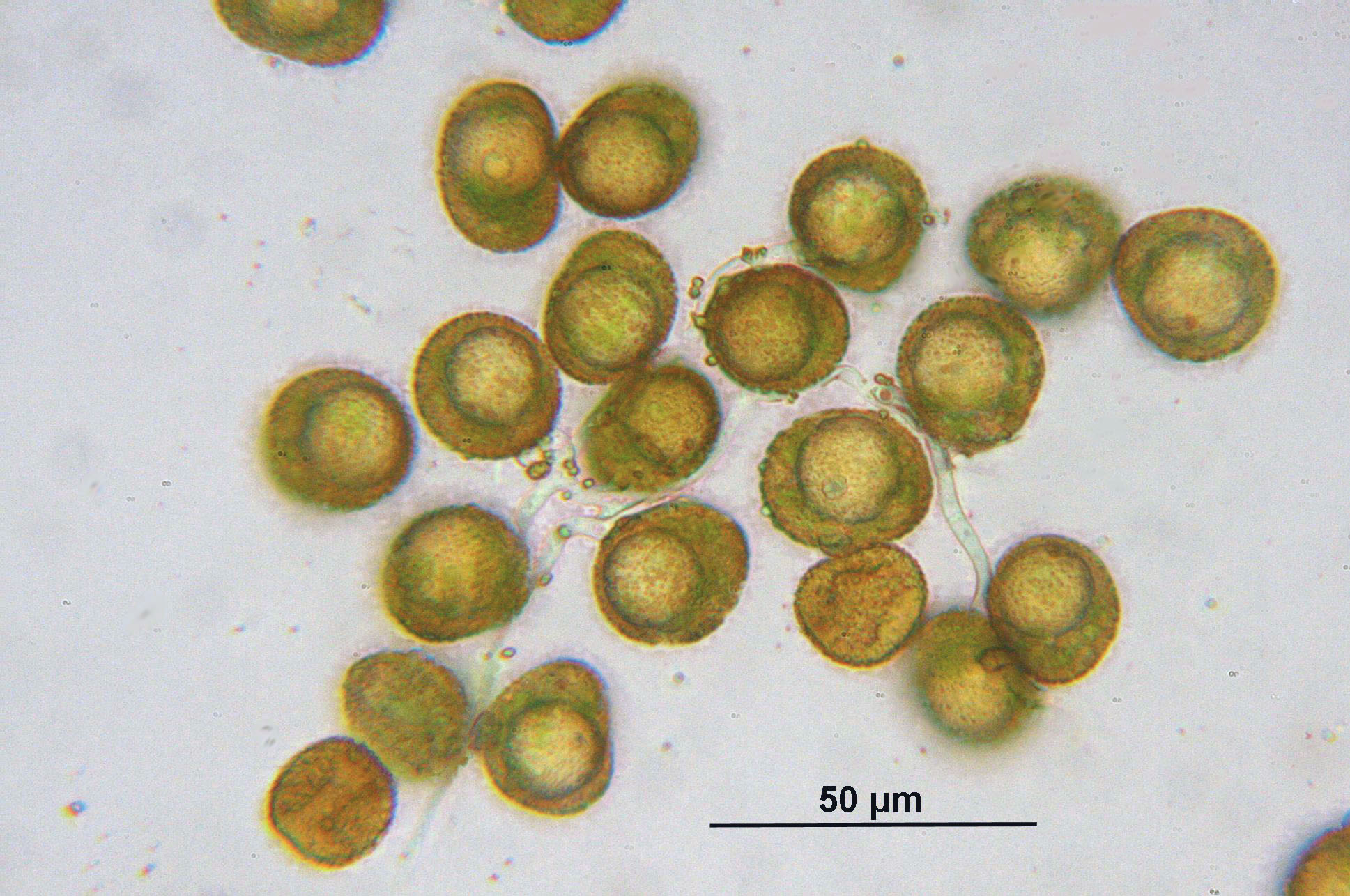
Zarodniki

## Systematyka i nazewnictwo
Synonimy: Gymnostomum intermedium Turner, Pottia intermedia (Turner) Fürnr.

## Zagrożenia
Gatunek jest wpisany na czerwoną listę mszaków województwa śląskiego z kategorią zagrożenia LC (najmniejszej troski, stan na 2011 r.), w Czechach także nadano mu kategorię LC (2005 r.).